# Kolonia Zachodnia (Jerzmanowice)
Kolonia Zachodnia – część wsi Jerzmanowice w Polsce położona w województwie małopolskim, w powiecie krakowskim, w gminie Jerzmanowice-Przeginia.
W latach 1975–1998 Kolonia Zachodnia administracyjnie należała do województwa krakowskiego.